# 自由党 (斯洛伐克)
自由党（缩写为SSL）是捷克斯洛伐克历史上的一个基督教民主主义政党，仅活动于斯洛伐克。该党成立于1946年3月1日，分裂自民主党，最初取名为基督教-共和党，但由于斯洛伐克民族阵线未批准这一名称，遂于1946年4月1日改名为自由党。1948年二月事件后，自由党加入捷克斯洛伐克共产党（捷共）领导的民族阵线政府，并接受捷共的领导，成为捷共的卫星党。该党将民族阵线的纲领作为自己的纲领。根据二月事件后民族阵线内部的协议，自由党不再发展独立的组织，仅保留中央机构。1990年1月18日，该党召开非常代表大会，重组党的领导机构，制定新的具有基督教民主主义性质的党纲和党章，在政治方面，主张实行多元化的民主制度，支持民族自决，推动捷克和斯洛伐克两共和国的联邦化；在经济方面，主张实行私有化和市场经济。1989年底，该党约有1500名成员。1990年，该党解散。